# Tour du Limousin 2005
Il Tour du Limousin 2005, trentottesima edizione della corsa, si svolse dal 16 al 19 agosto 2005 su un percorso di 714 km ripartiti in 4 tappe, con partenza e arrivo a Limoges. Fu vinto dal francese Sébastien Joly della Crédit Agricole davanti al suo connazionale Samuel Dumoulin e all'italiano Leonardo Bertagnolli.

## Tappe
| Tappa  | Data      | Percorso                    | km    | Vincitore di tappa   | Leader cl. generale |
| ------ | --------- | --------------------------- | ----- | -------------------- | ------------------- |
| 1ª     | 16 agosto | Limoges > Saint-Vaury       | 158,8 | Sébastien Joly       | Sébastien Joly      |
| 2ª     | 17 agosto | Sainte-Feyre > La Bourboule | 188,7 | Samuel Dumoulin      | Sébastien Joly      |
| 3ª     | 18 agosto | La Bourboule > Egletons     | 179,2 | Leonardo Bertagnolli | Sébastien Joly      |
| 4ª     | 19 agosto | Saint-Gence > Limoges       | 186,9 | Thor Hushovd         | Sébastien Joly      |
| Totale | Totale    | Totale                      | 714   |                      |                     |

## Dettagli delle tappe

### 1ª tappa
- 16 agosto: Limoges > Saint-Vaury – 158,8 km

| Pos. | Corridore       | Squadra         | Tempo    |
| ---- | --------------- | --------------- | -------- |
| 1    | Sébastien Joly  | Crédit Agricole | 3h58'31" |
| 2    | Thor Hushovd    | Crédit Agricole | a 2'05"  |
| 3    | Samuel Dumoulin | AG2R            | s.t.     |

| Pos. | Corridore      | Squadra         | Tempo    |
| ---- | -------------- | --------------- | -------- |
| 1    | Sébastien Joly | Crédit Agricole | 3h58'31" |
| 2    | Thor Hushovd   | Crédit Agricole | a 2'05"  |
| 3    | Martin Elmiger | Phonak          | s.t.     |

### 2ª tappa
- 17 agosto: Sainte-Feyre > La Bourboule – 188,7 km

| Pos. | Corridore       | Squadra   | Tempo    |
| ---- | --------------- | --------- | -------- |
| 1    | Samuel Dumoulin | AG2R      | 4h34'52" |
| 2    | Lilian Jégou    | FDJ       | s.t.     |
| 3    | John Nilsson    | Auber '93 | s.t.     |

| Pos. | Corridore       | Squadra         | Tempo    |
| ---- | --------------- | --------------- | -------- |
| 1    | Sébastien Joly  | Crédit Agricole | 8h33'13" |
| 2    | Samuel Dumoulin | AG2R            | a 2'01"  |
| 3    | Lilian Jégou    | FDJ             | a 2'09"  |

### 3ª tappa
- 18 agosto: La Bourboule > Egletons – 179,2 km

| Pos. | Corridore            | Squadra       | Tempo    |
| ---- | -------------------- | ------------- | -------- |
| 1    | Leonardo Bertagnolli | Cofidis       | 4h24'41" |
| 2    | Leonardo Fabio Duque | Jartazi Revor | a 1"     |
| 3    | Lilian Jégou         | FDJ           | s.t.     |

| Pos. | Corridore            | Squadra         | Tempo     |
| ---- | -------------------- | --------------- | --------- |
| 1    | Sébastien Joly       | Crédit Agricole | 12h57'55" |
| 2    | Samuel Dumoulin      | AG2R            | a 2'01"   |
| 3    | Leonardo Bertagnolli | Cofidis         | a 2'04"   |

### 4ª tappa
- 19 agosto: Saint-Gence > Limoges – 186,9 km

| Pos. | Corridore            | Squadra         | Tempo    |
| ---- | -------------------- | --------------- | -------- |
| 1    | Thor Hushovd         | Crédit Agricole | 4h31'13" |
| 2    | Samuel Dumoulin      | AG2R            | s.t.     |
| 3    | Leonardo Fabio Duque | Jartazi Revor   | s.t.     |

| Pos. | Corridore            | Squadra         | Tempo     |
| ---- | -------------------- | --------------- | --------- |
| 1    | Sébastien Joly       | Crédit Agricole | 17h29'15" |
| 2    | Samuel Dumoulin      | AG2R            | a 1'48"   |
| 3    | Leonardo Bertagnolli | Cofidis         | a 1'57"   |

## Classifiche finali

### Classifica generale
| Pos. | Corridore            | Squadra              | Tempo     |
| ---- | -------------------- | -------------------- | --------- |
| 1    | Sébastien Joly       | Crédit Agricole      | 17h29'15" |
| 2    | Samuel Dumoulin      | Ag2r Prévoyance      | a 1'48"   |
| 3    | Leonardo Bertagnolli | Cofidis              | a 1'57"   |
| 4    | Leonardo Fabio Duque | Jartazi Revor        | a 1'58"   |
| 5    | Lilian Jégou         | FDJ                  | s.t.      |
| 6    | John Nilsson         | Auber '93            | a 2'04"   |
| 7    | Julien Mazet         | Auber '93            | a 2'08"   |
| 8    | William Bonnet       | Auber '93            | s.t.      |
| 9    | Didier Rous          | Bouygues Télécom     | s.t.      |
| 10   | Samuel Plouhinec     | Bretagne-Jean Floc'h | s.t.      |